# Responsabilità contrattuale
La responsabilità contrattuale è la responsabilità in capo al soggetto debitore di risarcire i danni cagionati al creditore dalla inesatta esecuzione della prestazione dovutagli in virtù del rapporto obbligatorio tra loro sorto, avente come fonte un contratto o qualsiasi atto o fatto (che non sia fatto illecito) idoneo a produrre un'obbligazione. Al contrario, si definisce responsabilità extracontrattuale (art. 2043 c.c.) la responsabilità da fatto illecito.
(Cassazione a Sezioni Unite, 26 giugno 2007 n. 14712)
Il termine contrattuale è quindi improprio non facendo riferimento solo ad un contratto, ma alle altre fonti di obbligazione diverse dal fatto illecito.

Dà così luogo a responsabilità contrattuale, oltre l'inadempimento di obbligazioni  derivanti da contratti quello di obbligazioni  derivanti dalla legge e da altre fonti atipiche (ad esempio da promessa unilaterale, pagamento di indebito, arricchimento senza causa, gestione di affari altrui).

## La colpa e la responsabilità contrattuale
Nell'adempimento dell'obbligazione il debitore deve mantenere un comportamento conforme alla diligenza del buon padre di famiglia, in maniera tale da non incorrere in responsabilità contrattuale. Difatti se l'obbligato ha un comportamento negligente sarà sicuramente colpevole dell'eventuale inadempimento, inesatto adempimento o adempimento tardivo e dovrà risarcire i danni causati alla parte attiva.
Se l'obbligazione è inerente all'attività professionale del soggetto nell'esecuzione della prestazione oggetto del vincolo non dovrà utilizzare la diligenza media, quella del buon padre di famiglia, ma dovrà anzi avere un comportamento professionale ed una diligenza ben superiore rispetto a quella richiesta nei rapporti obbligatori ordinari.

## La responsabilità per atti compiuti dagli ausiliari
Ove nell'esecuzione della prestazione il soggetto si serva di ausiliari (di soggetti cioè che adempiono a suo nome e nel suo interesse), l'obbligato sarà responsabile anche degli eventuali atti illeciti, dolosi o colposi, commessi da questi (art. 1228 c.c.).
Questa responsabilità trova giustificazione nel principio in forza del quale l'allargamento della sfera giuridica e degli interessi del debitore o di un soggetto in genere non può essere pregiudizievole nei confronti dei terzi.

## La responsabilità contrattuale negli altri ordinamenti
Nel sistema di Common Law la violazione del contratto non dipende dalla colpa ma solo dalla mancata esecuzione della prestazione, e non è richiesto un giudizio sulla presenza di cause di giustificazione.

Inoltre, nella Common Law manca un concetto generale di obbligazione e dunque ogni forma di responsabilità diversa dai torts è assorbita nella violazione del contratto, nozione ultra-generale che comprende ogni ipotesi di inesecuzione o di difettosa esecuzione di obblighi riconducibili a contratti.

Anche nei Principi UNIDROIT (relativi ai contratti commerciali internazionali) è adottata tale nozione, comprensiva sia delle forme di inesecuzione scusabili come di quelle non scusabili.

Nel Codice civile tedesco (BGB), la responsabilità contrattuale attiene al caso di impossibilità sopravvenuta della prestazione. Laddove la prestazione fosse ancora possibile, c'è spazio per il solo risarcimento.

## Modelli di responsabilità contrattuale
Il modello italiano di responsabilità contrattuale contiene ancora alcune analogie con quello francese, sebbene l'attuale art. 1218 si sia in gran parte discostato dagli abrogati 1225 e 1226 del Codice del 1865), i quali, a loro volta, erano del tutto modellati sulle reciproche disposizioni del Code Civil.

La responsabilità da inadempimento di un rapporto obbligatorio (per tradizione riassunta nella locuzione 'responsabilità contrattuale') può essere organizzata secondo due grandi modelli: uno ad imputazione oggettiva del fatto, l'altro fondato sulla rimproverabilità del fatto medesimo.
La differerenza risiede nel contenuto dell'eventuale prova liberatoria consentita al debitore per sottrarsi all'obbligo risarcitorio in caso di mancata soddisfazione dell'interesse creditorio. Ovviamente tanto maggiori saranno i fatti dei quali è consentita la prova onde sottrarsi a responsabilità, tanto minore sarà la possibilità che il creditore veda soddisfatto il suo diritto.
All'interno, inoltre, dei sistemi ad imputazione per colpa possono rinvenirsi dei sottosistemi con inversione dell'onere probatorio. Accogliendo la tesi secondo cui nel nostro ordinamento la r.c. si basa sulla colpa (ma l'opinione è tutt'altro che incontestata), è corretto affermare che trova applicazione tale ultimo modello.

### Fonti normative
- Art. 1218 Codice Civile - Libro IV "Delle Obbligazioni" Titolo I "Delle Obbligazioni in Generale" - Capo III "Dell'Inadempimento Delle Obbligazioni"